# Petrobia phaceliae
Petrobia phaceliae är en spindeldjursart som beskrevs av James P. Tuttle och Baker 1964. Petrobia phaceliae ingår i släktet Petrobia och familjen Tetranychidae. Inga underarter finns listade i Catalogue of Life.